# Cahiers de Ramanujan
Les cahiers de Ramanujan sont quatre recueils de manuscrits de Srinivasa Ramanujan, mathématicien indien et membre du Trinity College de Cambridge, où il a noté ses découvertes mathématiques depuis le début de sa carrière en Inde ; le quatrième, un ensemble épars redécouvert en 1976, est appelé le cahier perdu de Ramanujan.

## Histoire
À partir de 1908 (il a alors 21 ans), Srinivasa Ramanujan, ayant échoué à ses examens, n'essaie plus de suivre un cursus conventionnel, mais continue des recherches personnelles en mathématiques, tout en vivant dans une grande pauvreté matérielle ; à cette époque, faute de papier, il effectue ses calculs et ses raisonnements de tête ou sur une ardoise, ne notant que les résultats définitifs sur un cahier ; il conservera cette méthode de travail toute sa vie, produisant ainsi trois cahiers contenant au total 3 900 formules et théorèmes sans pratiquement aucune démonstration ; de plus, son isolement l'amène à se construire un système de notations personnel, rendant difficilement déchiffrable son travail.
Le quatrième cahier n'est en fait qu'une liasse de feuillets en désordre, écrits durant la dernière année de sa vie (1919-1920) ; il était considéré comme perdu jusqu'à ce qu'il soit redécouvert par le mathématicien George Andrews en 1976, dans une boîte à effets personnels de George Neville Watson stockée à la bibliothèque Wren (en) du Trinity College de Cambridge. Il est constitué de 87 feuilles contenant plus de 600 formules ; cet ensemble est décrit comme le cahier perdu de Ramanujan (Ramanujan's lost notebook).
Une photocopie des trois cahiers a été publiée en deux volumes en 1957, par le Tata Institute, et une bien meilleure édition en couleur a été établie en 2012. Les versions numérisées des trois cahiers et du « cahier perdu » sont désormais disponibles en ligne,.
À partir de 1977 et pendant plus de vingt ans, Bruce Carl Berndt se consacre à l'édition commentée des trois cahiers (appelés désormais cahiers de Ramanujan), en cinq volumes totalisant plus de 1 800 pages. En tout, les cahiers contiennent près de 3 900 « assertions », le plus souvent  sans aucune démonstration. Berndt et ses collaborateurs, notamment les mathématiciens George Andrews, Richard Askey et Robert Rankin, s'attèlent soit à les démontrer, soit à chercher des références dans la littérature existante ; Berndt peut également s'appuyer sur les notes que Watson et Wilson ont prises dans les années 1930 pour leur projet abandonné d'édition. Entre 2005 et 2018, il publie une édition commentée, en cinq autres volumes, des résultats du « cahier perdu », en étant cette fois aidé en particulier par Ken Ono, qui s'appuie sur certains de ces résultats pour obtenir, en 2014, un ensemble spectaculaire de nouvelles formules algébriques,.
En 2003, Berndt a retracé (en s'appuyant sur la correspondance des différents acteurs) les vicissitudes des cahiers. Le premier était resté en Angleterre en 1919 ; après la mort de Ramanujan, Hardy l'envoya à l'université de Madras, qui lui en fournit une copie manuscrite, suivie de l'envoi des deux autres cahiers, ainsi que de notes éparses constituant le « cahier perdu », entre 1923 et 1925. À une date indéterminée après 1935, les cahiers (mais non les autres documents) furent retournés à Madras par George Neville Watson, qui avait commencé à les exploiter, mais s'en était désintéressé.

## Contenu du «cahier perdu»
Rankin a décrit ce dernier cahier en détail. La majorité des formules concerne les q-séries et les fausses fonctions thêta, environ un tiers concerne les équations modulaires et les invariants modulaires singuliers, et le reste porte principalement sur les intégrales, les séries de Dirichlet, les congruences et les développements asymptotiques.

## Bilan
Plusieurs milliers de résultats ont été proposés par Ramanujan dans ces cahiers ; ils ont été analysés et sont désormais tous démontrés (parfois à l'aide d'outils informatiques) : très peu sont faux (le plus souvent à la suite d'erreurs de copie) et les deux tiers sont originaux,. Ramanujan ne disposant pas de certaines théories inconnues ou en cours de développement au début du vingtième siècle, comme la théorie analytique des nombres, et ignorant même des résultats fondamentaux de l'analyse complexe, comme le théorème des résidus,, les méthodes qui lui ont permis de découvrir une telle quantité de formules et de théorèmes restent obscures,.